# Uduba fandroana
Uduba fandroana is een spinnensoort uit de familie Udubidae. De soort komt voor in Madagaskar.